# Kina Papua New Guinea
Kina (ISO 4217 code: PGK) là một tiền tệ của Papua New Guinea. Nó được chia thành 100 toea. Kina được ra đời vào 19 tháng 4 năm 1975 để thay thế cho Dollar Úc. Tiền tệ kina có nguồn gốc từ ngôn ngữ Kuanua của người Tolai, đề cập đến một vỏ ngọc trai có thể gọi được sử dụng rộng rãi để buôn bán ở cả vùng ven biển và vùng cao nguyên của cả nước.

## Tỉ giá hối đoái
1 USD bằng 4 Kina 

## Đồng tiền
Năm 1975, tiền xu được giới thiệu gồm 1, 2, 5, 10 và 20 toea và 1 kina. Đồng 1 và 2 toea đã được đúc bằng đồng, và những tiền tệ khác bằng cupronickel. Đồng 1 kina được khoanh tròn ở tâm, mệnh giá này giảm về kích thước bắt đầu từ năm 2006 và đồng xu lớn hơn đã được minh hoạ từ ngày 31 tháng 12 năm 2008. Năm 2008 cũng được giới thiệu một loại đồng xu 2 kina 2imimetalic nhằm thay thế cho đồng 2 kina. Việc rút tiền của đồng 1 và đồng 2 toea hợp pháp vào năm 2006 và tính đến ngày 19 tháng 04 năm 2007 thì không còn hợp pháp.
Năm 1980, 50 đồng toea được giới thiệu nhưng chỉ phát hành ở hình thức kỷ niệm không có thiết kế chuẩn.